# Krabbepolder

De locatie van de Krabbepolder

De Krabbepolder is een landtong, bedrijventerrein en haven in de gemeente Dordrecht, in de Nederlandse provincie Zuid-Holland. De Krabbepolder maakt deel uit van het Zeehavengebied en heeft een oppervlakte van ongeveer 51 hectare.
Oorspronkelijk behoorde deze polder tot de Hoekse Waard, daarvan slechts gescheiden door het kreekje 'De Krabbe'. In 1972 is de polder verbonden met het eiland van Dordrecht door middel van het afdammen van het Mallegat en is de Dordtsche Kil westelijk van de polder komen te liggen ter plaatse van het oude kreekje.
Het gebied is bestemd voor transport- en distributiebedrijven. Krabbepolder wordt dan ook wel als Districenter aangeduid.
Voor het stimuleren van het gebruik van de haven werd in 2003 begonnen met de aanleg van de 430 meter lange Prins Willem-Alexanderkade.